# Малък черен корморан
Малкият черен корморан (Phalacrocorax sulcirostris) е вид птица от семейство Корморанови (Phalacrocoracidae).

## Разпространение
Видът е разпространен в Австралия, Индонезия, Източен Тимор, Нова Каледония, Нова Зеландия и Папуа Нова Гвинея.